# Ojstri Vrh
Ojstri Vrh je naselje u slovenskoj Općini Železniku. Ojstri Vrh se nalazi u pokrajini Gorenjskoj i statističkoj regiji Gorenjskoj. 

## Stanovništvo
Prema popisu stanovništva iz 2002. godine naselje je imalo 69 stanovnika.